# كيمبرلي وولش
كيمبرلي جين وولش (بالإنجليزية: Kimberley Jane Walsh)‏ هي مغنية وكاتبة أغاني وعارضة أزياء ومذيعة و ممثلة وراقصة إنجليزية بريطانية ولدت في يوم 20 نوفمبر 1981 في مدينة برادفورد في غرب يوركشير في إنجلترا في المملكة المتحدة، هي عضوة في فرقة غيرلز الآود البريطانية وتمتلك ثروة مقدارها حوالي 7 مليون جنيه إسترليني.

## روابط خارجية
- كيمبرلي وولش على موقع IMDb (الإنجليزية)
- كيمبرلي وولش على موقع ميوزك برينز (الإنجليزية)
- كيمبرلي وولش على موقع أول ميوزيك (الإنجليزية)
- كيمبرلي وولش على موقع ديسكوغز (الإنجليزية)
- كيمبرلي وولش على موقع قاعدة بيانات الفيلم (الإنجليزية)
- كيمبرلي وولش على موقع ليتربوكسد (الإنجليزية)